# Ericsson AXD
Ericsson AXD är en datakommunikationsväxel eller router som utvecklades på Ericsson med början i december 1995 som komplement till de kretskopplade AXE-växlarna, efter att det prestigefyllda Ellemtel-projektet AXE-N kollapsat. Hårdvaran kom från AXE-N medan programsystemet nyutvecklades baserat på programspråket Erlang.
Den första växeln i serien fick namnet AXD 301 och kunde hantera datatrafik från 10 Gbit/s upp till 160 Gbit/s för protokollet ATM med såväl konstant som variabel bittakt (CBR vs VBR). Den kompletterar den äldre AXE-växeln enligt det så kallade ENGINE-konceptet, och används av bland annat British Telecom, Vodafone, Telia och Diveo.
Växelns kärna är ett så kallat mittplan med klockkort och synkroniseringselektronik där enklare enhetsprocessorer (device processors) är instickskort som ligger nära de fysiska anslutningslinjerna och de lägre delarna av kommunikationsstacken och ansluts på baksidan av mittplanet, och kontrollprocessorer som hanterar mer komplexa uppgifter på högre nivåer ansluts på framsidan av mittplanet. På framsidan av växelkabinettet syns således kontrollprocessorerna, och på baksidan enhetsprocessorerna och kabelanslutningarna. Hårdvaran i enhetsprocessorerna utgörs av Motorola 68360-processorer som kör realtidsoperativsystemet VRTX, medan kontrollprocessorerna är UltraSPARC 2i, som kör Solaris. Systemet är parallellsynkront med redundanta processorer.
Mjukvaran i AXD:s kontrollprocessor utgörs av cirka 1 miljon rader Erlang, 400 000 rader C och C++ samt 13 000 rader Java. Mjukvaran i de enklare kontrollprocessorerna utgörs av cirka 500 000 rader C.
AXD-växlar, tillsammans med mellanprogramvaran Ericsson CPP, utgör paketförmedlande noder i Ericssons GPRS- och UMTS-infrastruktur.